# جيمس هنري كارمايكل جونيور
جيمس هنري كارمايكل جونيور (بالإنجليزية: James Henry Carmichael Jr.)‏ هو طيار أمريكي، ولد في 2 أبريل 1907 في نيوآرك في الولايات المتحدة، وتوفي في 1 ديسمبر 1983 في دلراي بيتش في الولايات المتحدة.